# NGC 2788
NGC 2788 је спирална галаксија у сазвежђу Прамац која се налази на NGC листи објеката дубоког неба.
Деклинација објекта је - 67° 55' 57" а ректасцензија 9h 9m 3,3s. Привидна величина (магнитуда) објекта NGC 2788 износи 12,5 а фотографска магнитуда 13,3. Налази се на удаљености од 18,491 милиона парсека од Сунца. NGC 2788 је још познат и под ознакама ESO 61-2, AM 0908-674, IRAS 09083-6743, PGC 25761.